# Harold Davidson
Harold Francis Davidson (14 juillet 1875 – 30 juillet 1937), connu comme le Recteur de Stiffkey, était un prêtre de l'Église d'Angleterre qui, en 1932, après un scandale public, a été reconnu coupable d'immoralité par un tribunal d'église et renvoyé de l'état clerical. Davidson a vivement proclamé son innocence, et a levé des fonds pour une campagne de réintégration, dans laquelle il s'expose lui-même dans un tonneau à Blackpool en bord de mer. Il a joué dans d'autres attractions de nature similaire, et meurt en 1937 de blessures et de pertes de sang après qu'un lion l'ait mutilé pendant qu'il parlait au public de sa cage comme une plaisanterie.
Avant son ordination en 1903, Davidson a eu une brève carrière sur la scène londonienne, en tant qu'artiste. En tant que jeune vicaire, il s'est impliqué activement dans des organismes de bienfaisance pour les pauvres de Londres, un intérêt qu'il a maintenu après sa nomination en 1906 en tant que recteur de Norfolk, une paroisse de Stiffkey. Après la Première Guerre Mondiale, durant laquelle il a servi comme aumônier de la marine, il se consacre principalement à son travail à Londres. S'appelant lui-même "le père des prostituées", sa mission déclarée fut le sauvetage des jeunes filles qu'il considérait être en train  de sombrer dans le vice. Dans ce rôle, il s'approcha et se lia d'amitié avec des centaines de filles et, bien qu'il y avait peu de preuves directes de comportements inappropriés, Davidson a été fréquemment dans des situations compromettantes. La négligence de ses devoirs locaux fut à l'origine de relations tendues avec ses paroissiens de Stiffkey. Vers la fin de sa carrière ecclésiastique, après avoir trouvé coupable de négligence, il fut botté en bas de l'escalier de son église par le marguillier, un commandant appelé Hamond. Hamond fut condamné à une amende. Après une plainte formelle, l'évêque de Norwich, a institué une procédure disciplinaire par le biais d'un consistoire de la cour. La défense de Davidson a été gravement compromise par sa conduite excentrique, et a subi des dommages irréparables lorsque le plaignant a fourni une photo de lui avec une jeune fille quasi-nue.
Plus tard, sa carrière en tant que comédien lui a valu une grande notoriété, mais peu d'argent. Ses tentatives de redressement judiciaire ont échoué, en dépit de la reconnaissance, même au sein de l'église, qu'il n'avait pas été traité équitablement par le consistoire de la cour. Après sa mort, l'affaire a continué à attirer l'intérêt du public pendant des décennies, et son histoire a été adaptée en fiction, sur scène et au cinéma. Ses descendants ont continué à affirmer son innocence, et plus tard, les commentateurs ont généralement accepté que malgré son comportement imprudent et inapproprié, ses motivations étaient authentiques et qu'il ne méritait pas les humiliations qu'il a enduré.

## Enfance et famille

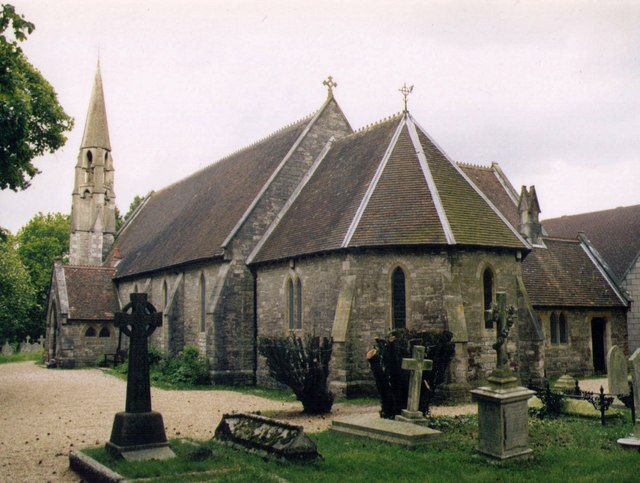
église Ste Marie, Sholing

Harold Davidson est né le 14 juillet 1875 à Sholing, près de la côte sud du port de Southampton, du Révérend Francis Davidson et de son épouse Alice,. Francis Davidson était le vicaire de la paroisse Ste Marie à Sholing, un poste qu'il occupait depuis 1866 ; 27 membres de la famille Davidson ont été membres du clergé anglican. Alice Davidson, née Hodgskin, était un arrière-petite-nièce de Thomas Arnold, éducateur et proviseur de l'École de rugby. Sholing était une paroisse pauvre, avec une population d'ouvriers  de quai et de travailleurs itinérants, dont beaucoup n'avaient que peu d'intérêt dans la religion. Francis Davidson, décrit par le premier biographe de Harold Davidson, Tom Cullen, comme "un petit homme ... avec une grande barbe qui lui donnait l'apparence d'un gnome",  a servi dans la paroisse pendant 48 ans. Bien qu'il pouvait être pugnace, si nécessaire, selon un ancien paroissien, il a été un vrai pasteur, prêt à offrir son aide quelles que soient les circonstances.
La famille de Davidson  supposait qu'il suivrait son père en devenant  prêtre, et il fut élevé sévèrement. À 6 ans, il a commencé à assister  à l'école de droit de Banister à Southampton, un établissement fondé à l'origine pour les enfants des soldats de la marine marchande. En 1890, Harold a été envoyé pour vivre avec ses deux tantes dans la ville de Croydon , ou il allait à l'école Whitgift. Ici, il est devenu un fervent acteur amateur , encouragé par son amitié avec un autre élève, Leon Quartermaine, qui plus tard est devenu célèbre sur scène et au cinéma. En février 1894, ils sont apparus ensemble dans une production de l'école de la farce Envoyé à la Tour,.